# تشاو لينغ
تشاو لينغ هي نبالة صينية، ولدت في 7 أكتوبر 1981.